# Diocesi di Lugo

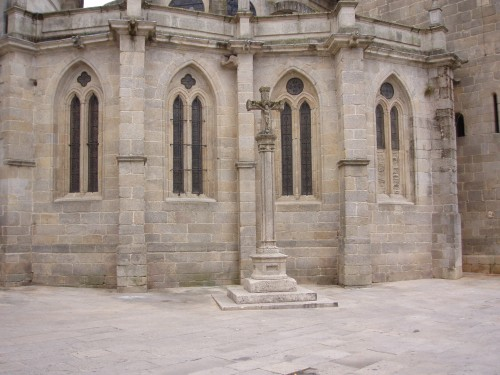
Crucero dell'atrio della cattedrale di Lugo.

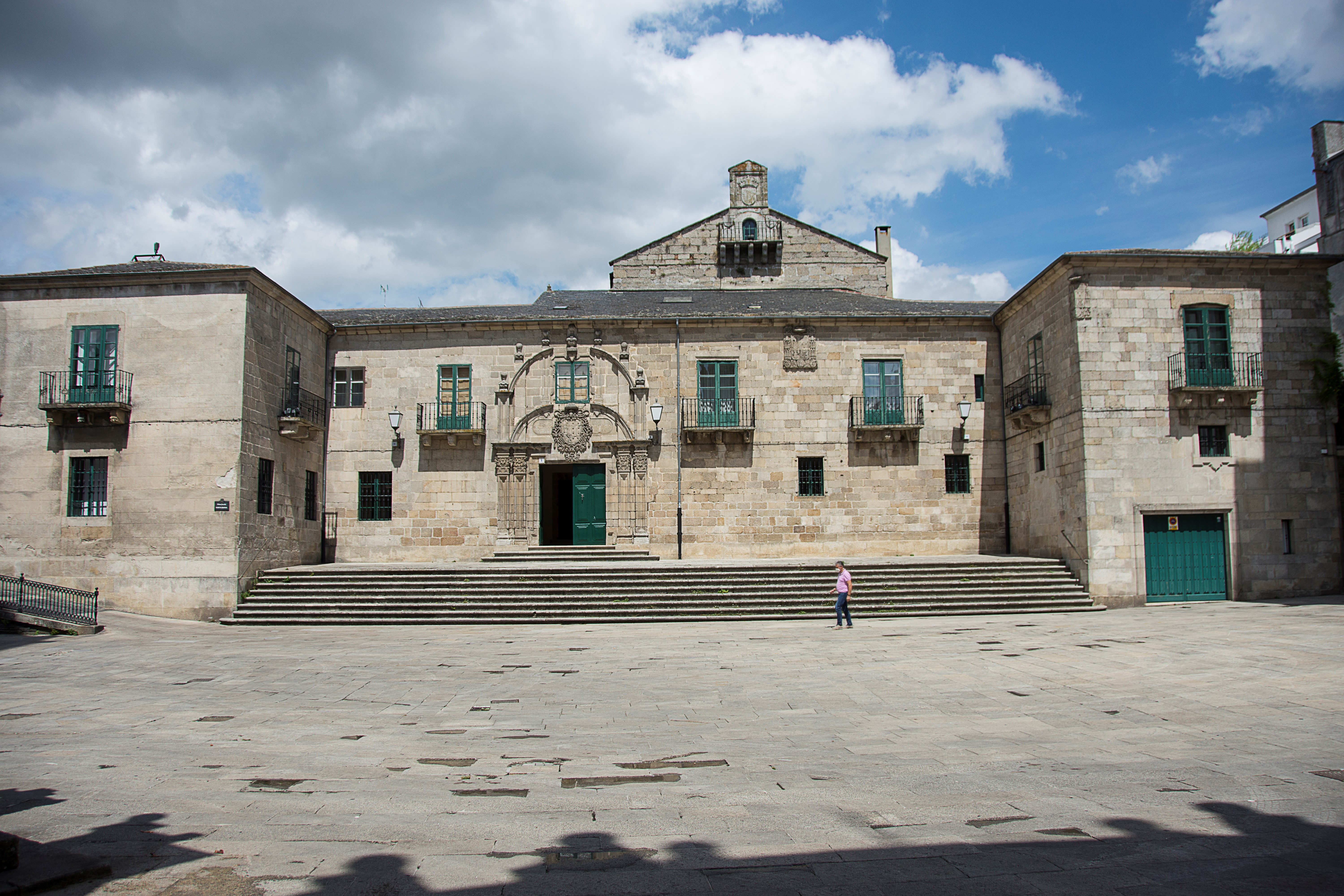
Il palazzo episcopale di Lugo.

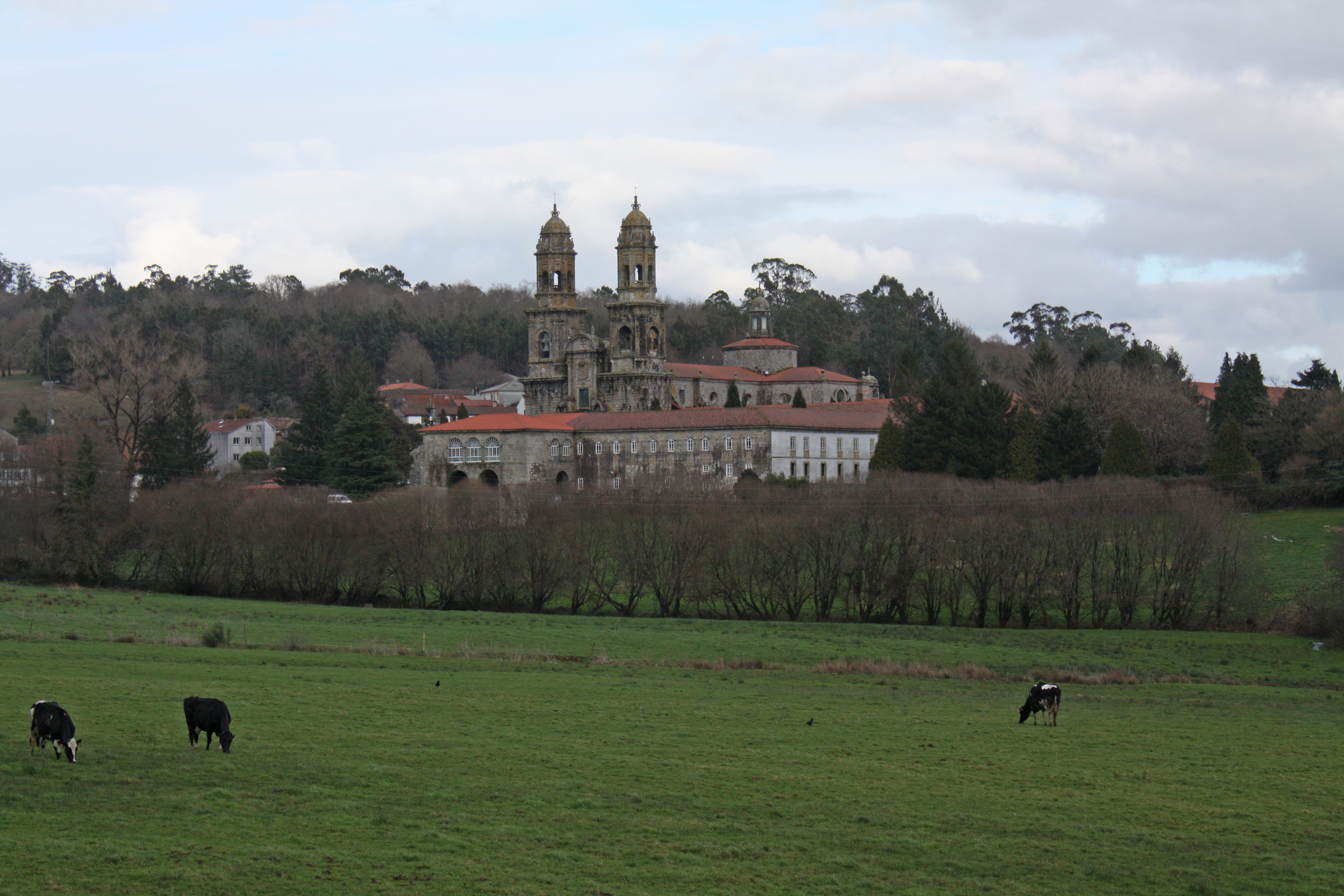
L'antico monastero di Santa Maria di Sobrado.

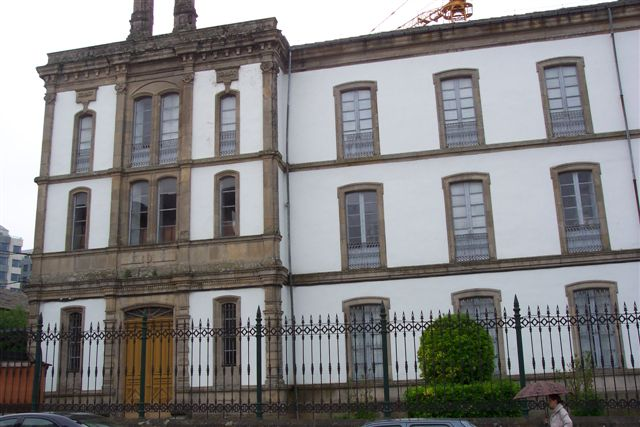
Seminario diocesano.

La diocesi di Lugo (in latino Dioecesis Lucensis in Hispania) è una sede della Chiesa cattolica in Spagna suffraganea dell'arcidiocesi di Santiago di Compostela. Nel 2021 contava 256.520 battezzati su 268.646 abitanti. È retta dal vescovo Alfonso Carrasco Rouco.

## Territorio
La diocesi comprende la parte meridionale della provincia di Lugo, in Galizia, Spagna e include inoltre parecchi comuni appartenenti alle province di A Coruña e Pontevedra.
Sede vescovile è la città di Lugo, dove si trova la cattedrale di Santa María de Lugo. A Sobrado sorge il monastero di Santa Maria, risalente al X secolo.
Il territorio si estende su 7.703 km² ed è suddiviso in 1.138 parrocchie, raggruppate in 28 arcipresbiterati. Lugo è la diocesi con il maggior numero di parrocchie di tutta la Spagna.

## Storia
La diocesi di Lugo fu eretta in epoca antica. Secondo la tradizione la regione fu evangelizzata dall'apostolo san Giacomo. Probabilmente la diocesi risale al II secolo. Inizialmente la diocesi comprendeva circa metà della Galizia romana. Molto antica era la prima cattedrale, che nell'832 verrà descritta come un edificio di straordinaria bellezza e costituirà il modello per la cattedrale di Oviedo.
A metà del VI secolo cedette una porzione del suo territorio a vantaggio dell'erezione della diocesi di Bretoña (oggi diocesi di Mondoñedo-Ferrol). A più riprese, fino all'XI secolo la diocesi di Lugo cedette alla diocesi di Mondoñedo altre porzioni di territorio.
Nel 560 la diocesi fu elevata al rango di arcidiocesi metropolitana con suffraganee Tuy, Iria, Bretoña, Orense e Astorga.
Lugo fu conquistata dai saraceni nel 713 e, riconquistata dai cristiani, nel 745 fu ristabilita con la sua dignità metropolitica.
Nell'832 all'arcidiocesi di Lugo furono assegnate le città di Braga e Orense, con la condizione di doverle cedere dopo il futuro ristabilimento delle rispettive sedi. I vescovi, residenti a Lugo, useranno entrambi i titoli di arcivescovi di Braga e di Lugo. La prima ad essere ripristinata fu la diocesi di Orense, nell'886, secondo i confini antichi. Tuttavia, una disputa territoriale si protrarrà fino all'intervento di papa Lucio III nel 1185.
L'arcidiocesi di Braga fu ristabilita nel 1071 e pare probabile che Lugo ricevesse in questa occasione una compensazione territoriale da parte della diocesi di Oviedo. Comunque, le dispute con l'arcidiocesi di Braga furono risolte completamente solo nel XIV secolo. Contestualmente, nello stesso 1071 la diocesi di Lugo perse il rango di arcidiocesi metropolitana e divenne suffraganea dell'arcidiocesi di Braga. Il 27 febbraio 1120 entrò a far parte della provincia ecclesiastica dell'arcidiocesi di Santiago di Compostela.
Nel 1129 si decise la costruzione di una nuova cattedrale, che sarà terminata solo nel 1880. Pertanto, la cattedrale presenta una stratificazione di stili diversi: romanico, gotico, barocco e tardo rinascimentale.
Il 13 giugno 1599 fu istituito il seminario diocesano, che tuttavia non iniziò le attività che nel 1624, per problemi economici. Originariamente, ciascun arcipresbiterato aveva diritto ad un certo numero di posti in seminario, determinato secondo la contribuzione economica dell'arcipresbiterato.
Nel 1645 la diocesi risultava suddivisa in 39 arcipresbiterati, mentre da una mappa del 1768 si desume una suddivisione in 35 parrocchie e tre priorati benedettini, che era governati dall'abate di Samos e formavano una prelatura territoriale (allora definita abbazia nullius). La prelatura territoriale fu soppressa nel XIX secolo in seguito alla desamortización di Mendizábal, una legge di esproprio dei beni ecclesiastici che colpiva soprattutto gli ordini religiosi. Una nuova suddivisione parrocchiale fu approvata il 9 agosto 1890 e fu seguita da numerose riforme nel XX secolo: 31 dicembre 1934, 9 giugno 1942, 15 settembre 1955, 14 agosto 1964, 23 luglio 1970, 14 giugno 1985 e 28 settembre 1995.
Il 17 ottobre 1954 furono anche modificati i confini diocesani, per adattarli a quelli della provincia civile. In particolare furono cedute alcune parrocchie fuori provincia alle diocesi di Astorga, Mondoñedo e Orense e furono aggregate alla diocesi altre parrocchie che le citate tre diocesi e la diocesi di Oviedo possedevano nella provincia di Lugo.

## Cronotassi dei vescovi
Si omettono i periodi di sede vacante non superiori ai 2 anni o non storicamente accertati.
- San Capitón † (I secolo)
- Agrestio † (prima del 433 - dopo il 441)[3]
- Nitigio † (prima del 572 - dopo il 589)[4]
- Becila † (menzionato nel 589)[4]
- Vasconio † (prima del 633 - dopo il 646)[4]
- Ermenfredo † (prima del 653 - dopo il 656)[4]
- Rectógenes † (menzionato nel 675)[4]
- Eufrasio † (prima del 681 - dopo il 688)[4]
- Potencio † (menzionato nel 693)[4]
- Odoario † (circa 750 - circa 780)
- Adulfo † (menzionato nell'832)
- Gladilano † (842/850 - dopo l'861)
- San Froilán † (prima dell'875 - 883)
- Flaviano o Flayano † (883 - dopo l'885)
- Recaredo † (prima dell'893 - dopo settembre 924 deceduto)[5]
- Ero † (prima del 929 - dopo settembre 942 deceduto)[5]
- Gonzalo/Gudesteo (Gundisalvus) † (prima di marzo 945 - dopo il 17 giugno 950 deceduto)[5]
- Hermenegildo † (luglio/ottobre 950[5] - dopo settembre 985)[6]
- Pelayo † (prima di maggio 987[5] - dopo il 1002 deceduto)[6]
  - Sede vacante (circa 1008-1016) [6]
- Diego † (prima del 18 agosto 1017 - dopo il 30 settembre 1017 deceduto)[6]
- Suario † (prima del 17 dicembre 1017 - dopo agosto 1022)[6][7]
- Recaredo † (prima dell'893 - dopo settembre 924 deceduto)[5]
- Ero † (prima del 929 - dopo settembre 942 deceduto)[5]
- Gonzalo/Gudesteo (Gundisalvus) † (prima di marzo 945 - dopo il 17 giugno 950 deceduto)[5]
- Hermenegildo † (luglio/ottobre 950[5] - dopo settembre 985)[6]
- Pelayo † (prima di maggio 987[5] - dopo il 1002 deceduto)[6]
- Maurelo † (prima di giugno 1058 - dicembre 1059 dimesso)[6]
- Vistruario † (31 dicembre 1059 consacrato - 1086)[6]
- Amor † (1088 - 1095)
- Pedro II † (1096 - dopo il 24 ottobre 1113 dimesso)
- Pedro III † (25 aprile 1114 - 1133)
- Guido † (1134 - dopo il 22 aprile 1152)
- Juan † (6 luglio 1152 - 1181 deceduto)
- Rodrigo Menéndez † (1181 - 1181 deceduto)
- Rodrigo Fernández † (luglio 1181 - 16 giugno 1218 deceduto)
- Ordoño † (27 agosto 1218 - 1225 deceduto)
- Miguel † (8 giugno 1225 - 17 maggio 1270 deceduto)
- Juan † (? - 1271 deceduto)
- Fernando Arias † (28 aprile 1272 - 28 gennaio 1276 deceduto)
- Juan Martínez † (18 marzo 1279 - 1281 deceduto)
- Alonso Yáñez † (17 agosto 1281 - 1283 o 1284)
- Arias Soga † (1284 - 1286)
- Fernando Pérez de Páramo † (agosto 1286 - dopo il 12 aprile 1290 deceduto)
- Arias de Medin † (1294 - 1300)
- Rodrigo Martínez † (2 marzo 1300 - dopo il 20 settembre 1306)
- Juan Hernández † (1307 - 13 febbraio 1318 deceduto)
- Gonzalo Nuñez † (3 maggio 1318 - 25 settembre 1319 nominato vescovo di Orense)
- Rodrigo Ibáñez † (25 settembre 1319 - 3 settembre 1326 nominato vescovo di Tuy)
- Juan Martínez † (3 settembre 1326 - 1348/1349 deceduto)
- Pedro López de Aguiar, O.P. † (28 gennaio 1349 - 1390 dimesso)
- Lope † (28 giugno 1390 - prima del 24 ottobre 1403 deceduto)
- Juan de Freijo, O.P. † (30 luglio 1403 - 1409 deceduto)
- Juan Enríquez, O.F.M. † (3 luglio 1409 - 1417 deceduto)
- Fernando de Palacios † (28 novembre 1418 - 1434 deceduto)
- Álvaro Pérez de Osorio † (24 novembre 1434 - 6 aprile 1440 nominato vescovo di Astorga)
- García Martínez de Baamonde † (6 aprile 1440 - 10 novembre 1445 nominato vescovo di Orense)
- Pedro de Silva y Tenorio, O.P. † (10 novembre 1445 - 27 marzo 1447 nominato vescovo di Orense)
- García Martínez de Baamonde † (27 marzo 1447 - 1475) (per la seconda volta)
- Alonso Enríquez de Lemos † (8 marzo 1476 - 1494/1495 deceduto)
- Alonso Suárez de la Fuente del Sauce † (4 dicembre 1495 - 7 febbraio 1500 nominato vescovo di Jaén)
- Diego Ramírez de Guzmán † (7 febbraio 1500 - 26 giugno 1500 nominato vescovo di Catania)
- Pedro Ribera † (26 giugno 1500 - dopo il 18 agosto 1530 deceduto)
- Martín Tristán Calvete † (8 giugno 1534 - 30 maggio 1539 nominato vescovo di Oviedo)
- Juan Suárez Carvajal † (9 settembre 1539 - 10 marzo 1561 ritirato)
- Francisco Delgado López † (13 giugno 1561 - 26 aprile 1566 nominato vescovo di Jaén)
- Fernando Vellosillo Barrio † (13 gennaio 1567 - 18 febbraio 1587 deceduto)
- Juan Ruiz de Villarán † (22 giugno 1587 - 8 marzo 1591 deceduto)
- Lorenzo Asensio Otaduy Avendaño † (4 novembre 1591 - 1º febbraio 1599 nominato vescovo di Avila)
- Pedro Castro Nero † (17 febbraio 1599 - 13 agosto 1603 nominato vescovo di Segovia)
- Juan García Valdemora † (27 agosto 1603 - 16 luglio 1612 nominato vescovo di Tuy)
- Alfonso López Gallo † (17 settembre 1612 - 29 maggio 1624 nominato vescovo di Valladolid)
- Diego Vela Becerril † (29 luglio 1624 - 2 agosto 1632 nominato vescovo di Tuy)
- Juan Águila † (24 novembre 1632 - 17 febbraio 1633 deceduto)
- Diego Castejón Fonseca † (9 gennaio 1634 - 1º maggio 1636 dimesso)
- Juan Vélez de Valdivielso † (9 giugno 1636 - 25 febbraio 1641 nominato vescovo di Avila)
- Pedro Rosales Encio † (12 agosto 1641 - 31 marzo 1642 deceduto)
- Juan (de la Serna) Sánchez Alonso de Guevara, O.S.H. † (13 luglio 1643 - 12 gennaio 1646 deceduto)
- Juan del Pozo Horta, O.P. † (16 luglio 1646 - 10 gennaio 1650 nominato vescovo di León)
- Francisco de Torres Sánchez de Roa † (24 gennaio 1650 - 14 luglio 1651 deceduto)
- Juan Bravo Lasprilla † (4 marzo 1652 - 7 giugno 1660 nominato vescovo di León)
- Andrés Girón † (21 giugno 1660 - 28 aprile 1664 nominato vescovo di Pamplona)
- Matías Moratinos Santos † (21 luglio 1664 - 5 agosto 1669 nominato vescovo di Astorga)
- Juan Asensio Barrios, O. de M. † (9 settembre 1669 - 26 giugno 1673 nominato vescovo di Avila)
- Juan Aparicio Navarro † (27 novembre 1673 - 7 ottobre 1680 nominato vescovo di León)
- Antonio Medina Cachon y Ponce de Leon † (9 dicembre 1680 - 5 febbraio 1685 nominato vescovo di Cartagena)
- Miguel de Fuentes y Altossano † (9 aprile 1685 - 25 maggio 1699 deceduto)
- Lucas Bustos de la Torre † (30 marzo 1700 - 30 luglio 1710 deceduto)
- Andrés Capero Agramunt, O.Carm. † (11 dicembre 1713 - 10 marzo 1719 deceduto)
- Manuel Santa María Salazar † (4 marzo 1720 - 2 settembre 1734 deceduto)
- Cayetano Gil Taboada † (26 settembre 1735 - 23 agosto 1745 nominato arcivescovo di Santiago di Compostela)
- Juan Bautista Ferrer y Castro † (23 agosto 1745 - 12 aprile 1748 deceduto)
- Francisco Izquierdo y Tavira, O.P. † (16 settembre 1748 - 6 gennaio 1762 deceduto)
- Juan Sáenz de Bururaga † (14 giugno 1762 - 25 gennaio 1768 nominato arcivescovo di Saragozza)
- Francisco Armañá Font, O.S.A. † (20 giugno 1768 - 14 febbraio 1785 nominato arcivescovo di Tarragona)
- Antonio Paramo Somoza † (19 dicembre 1785 - 8 marzo 1786 deceduto)
- Felipe Pélaez Caunedo † (18 dicembre 1786 - 9 luglio 1811 deceduto)
  - Sede vacante (1811-1814)
- José Antonio Azpeitia y Sáenz de Santamaria † (19 dicembre 1814 - 24 marzo 1825 nominato vescovo di Cartagena)
- Hipólito Antonio Sánchez Rangel de Fayas, O.F.M. † (24 marzo 1825 - 30 aprile 1839 deceduto)
  - Sede vacante (1839-1847)
- Santiago Rodríguez Gil, O.P. † (17 dicembre 1847 - 7 aprile 1857 deceduto)
- José Ríos de los Lamadrid † (25 settembre 1857 - 8 marzo 1884 deceduto)
- Gregorio María Aguirre y García, O.F.M. † (27 marzo 1885 - 21 maggio 1894 nominato arcivescovo di Burgos)
- Benito Murúa y López † (21 maggio 1894 - 29 aprile 1909 nominato arcivescovo di Burgos)
- Beato Manuel Basulto y Jiménez † (3 settembre 1909 - 18 dicembre 1919 nominato vescovo di Jaén)
- Plácido Ángel Rey de Lemos, O.F.M. † (18 dicembre 1919  - 30 luglio 1927 dimesso[8])
- Rafael Balanzá y Navarro † (2 marzo 1928 - 29 settembre 1960 deceduto)
- Antonio Oña de Echave † (24 maggio 1961 - 25 luglio 1979 ritirato)
- José Higinio Gómez González, O.F.M. † (23 aprile 1980 - 30 novembre 2007 ritirato)
- Alfonso Carrasco Rouco, dal 30 novembre 2007

## Statistiche
La diocesi nel 2021 su una popolazione di 268.646 persone contava 256.520 battezzati, corrispondenti al 95,5% del totale.
| anno | popolazione | popolazione | popolazione | presbiteri | presbiteri | presbiteri | presbiteri                | diaconi | religiosi | religiosi | parrocchie |
| anno | battezzati  | totale      | %           | numero     | secolari   | regolari   | battezzati per presbitero | diaconi | uomini    | donne     | parrocchie |
| ---- | ----------- | ----------- | ----------- | ---------- | ---------- | ---------- | ------------------------- | ------- | --------- | --------- | ---------- |
| 1950 | 391.212     | 391.299     | 100,0       | 703        | 622        | 81         | 556                       |         | 143       | 270       | 639        |
| 1970 | 333.301     | 333.594     | 99,9        | 794        | 734        | 60         | 419                       |         | 99        | 456       | 678        |
| 1980 | 311.435     | 311.713     | 99,9        | 619        | 573        | 46         | 503                       |         | 70        | 405       | 678        |
| 1990 | 328.000     | 330.000     | 99,4        | 502        | 462        | 40         | 653                       |         | 55        | 357       | 678        |
| 1999 | 304.790     | 305.248     | 99,8        | 435        | 400        | 35         | 700                       |         | 61        | 235       | 649        |
| 2000 | 304.790     | 305.248     | 99,8        | 433        | 400        | 33         | 703                       |         | 55        | 231       | 1.138      |
| 2001 | 302.236     | 302.794     | 99,8        | 417        | 381        | 36         | 724                       |         | 47        | 316       | 1.138      |
| 2002 | 296.389     | 296.961     | 99,8        | 418        | 382        | 36         | 709                       |         | 45        | 305       | 1.138      |
| 2003 | 296.389     | 296.961     | 99,8        | 401        | 366        | 35         | 739                       |         | 44        | 331       | 1.138      |
| 2004 | 296.389     | 296.961     | 99,8        | 401        | 361        | 40         | 739                       |         | 65        | 328       | 1.138      |
| 2013 | 288.000     | 290.200     | 99,2        | 376        | 315        | 61         | 765                       |         | 83        | 235       | 1.139      |
| 2016 | 287.900     | 290.100     | 99,2        | 376        | 315        | 61         | 765                       |         | 83        | 235       | 1.139      |
| 2019 | 251.650     | 263.544     | 95,5        | 282        | 259        | 23         | 892                       |         | 33        | 216       | 1.139      |
| 2021 | 256.520     | 268.646     | 95,5        | 263        | 239        | 24         | 975                       |         | 37        | 181       | 1.138      |